# Francisco Martínez Corbalán
Francisco Martínez Corbalán fou un polític espanyol, diputat a les Corts Espanyoles durant la restauració borbònica.
Originari de la regió de Múrcia. Llicenciat en dret, treballà com a advocat i registrador de la propietat. Fou elegit diputat del Partit Conservador pel districte de Iecla a les eleccions generals espanyoles de 1876 i 1879 i pel de Roquetes a les eleccions generals espanyoles de 1884. El 1877 fou governador civil de Múrcia i el 1878 de Sevilla. De juliol a novembre de 1885 fou governador civil de la província de Madrid.